# Ichneumon hospitus
Ichneumon hospitus là một loài tò vò trong họ Ichneumonidae.